# پازارگاد (روزنامه)
پازارگاد نام یکی از مطبوعات استان فارس در دوران پهلوی اول است.
این روزنامه از سال ۱۳۰۵ خورشیدی به وسیله بهاالدین حسام‌زاده ملقب به پازارگاد، در شیراز به چاپ رسیده است.